# Vought O2U Corsair
El Vought O2U Corsair fue un biplano de observación biplaza de la década de 1920. Fabricado por la compañía Vought Corporation, el O2U fue ordenado por la Armada de los Estados Unidos en 1927. Estaba propulsado por un motor Pratt & Whitney R-1340 Wasp de 298 kW (400 hp). Su fuselaje estaba formado por tubos de acero, con alas de madera forradas de tela. Muchos fueron fabricados como hidroaviones o anfibios. 

## Diseño y desarrollo
Siendo el primer avión que llevó la famosa denominación Corsair, el O2U inicial era poco más que una versión desarrollada de la serie Vought FU/UO.
En 1926 se ordenaron dos prototipos, que fueron probados por el Comité de Pruebas de la Armada antes de ordenar los primeros lotes de serie. En 1927 se produjeron un total de 291 O2U. Los O2U-2, -3 y -4 fueron ordenados en 1928 con cambios menores. A partir de 1930, el O2U y sus variantes empezaron a ser sustituidos en las filas de la Armada estadounidense por el O3U Corsair, que era básicamente similar al O2U-4 (véase lista en apartado "Variantes"); un ejemplar de este nuevo modelo fue equipado experimentalmente con flotadores anfibios Grumman y fue fabricado hasta 1936. Se produjeron un total de 289 unidades. Muchos tenían motores carenados y algunos tenían cabinas cerradas. 
A los aviones O3U se les dio la designación SU más tarde. Cuando Estados Unidos entró en la Segunda Guerra Mundial, los biplanos Corsair habían sido retirados de servicio de primera línea, pero unos 141 se mantenían todavía en activo en cometidos secundarios. Unos pocos O3U-6 fueron convertidos por la Factoría Aeronáutica Naval a una configuración de control remoto con fines meramente experimentales, recibiendo asimismo un tren de aterrizaje triciclo y fijo, a fin de simplificar las operaciones de despegue y aterrizaje.

## Historia operacional

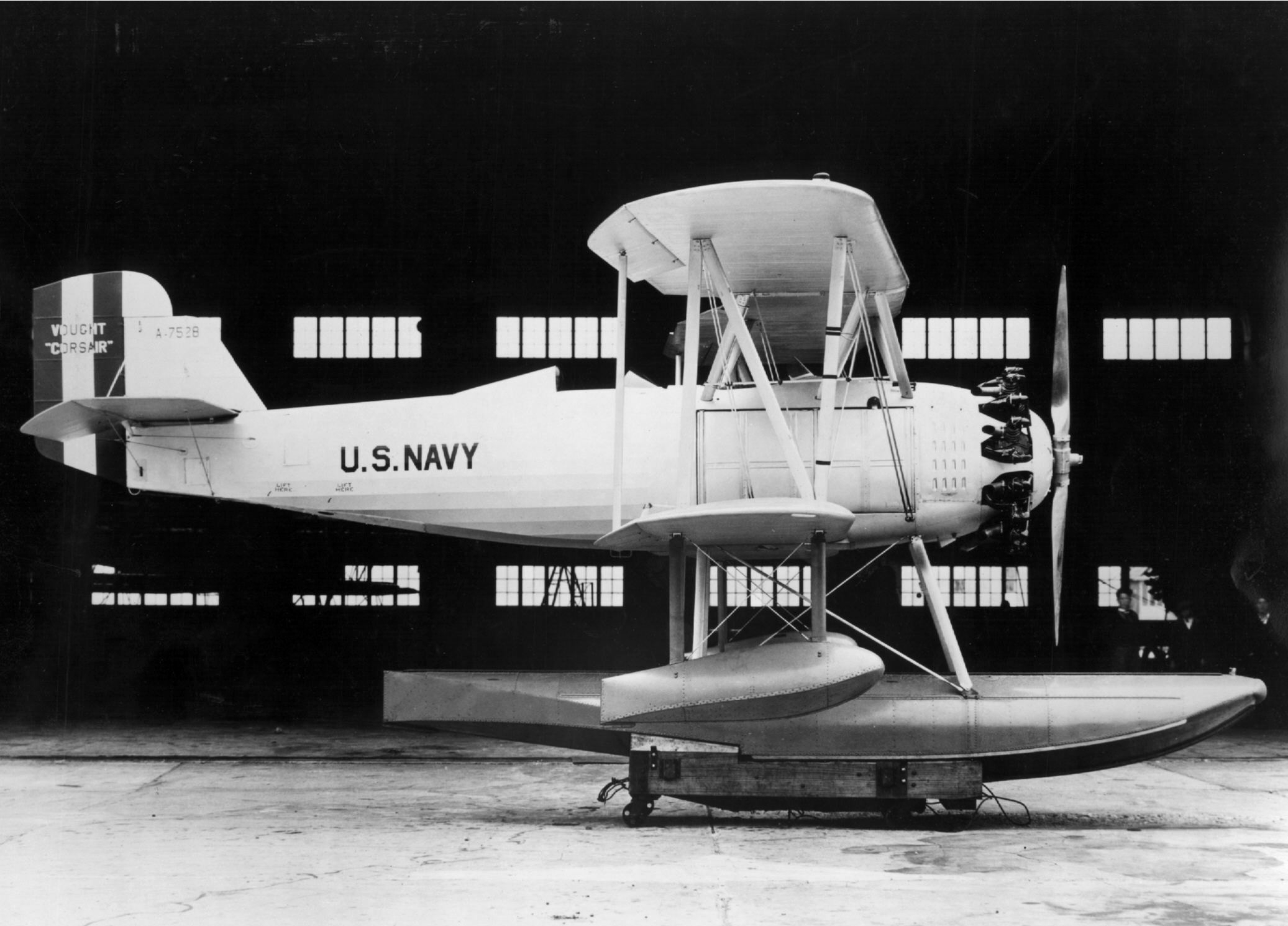
Vought O2U-1 sobre flotadores.

El motor Pratt & Whitney R-1690-42 Hornet fue utilizado para propulsar a los Corsair con las designaciones SU-1 hasta SU-4. El cambio de designación reflejaba su papel como exploradores (Scout). Se fabricaron un total de 289 aviones SU para la Armada estadounidense.
Entre las versiones de exportación se cuentan las Corsair V-65F, V-66F y V-80F para la Armada argentina, la V-80P para la Fuerza Aérea del Perú y la V-85G para Alemania. China compró los Corsair V-65C y V-92C. Brasil compró 36 unidades del V-65B, algunos hidroaviones V-66B y 15 V-65F. 
En marzo de 1929, México compró doce aviones armados O2U-2M con motor Wasp de 400 hp para sofocar un golpe militar; además los Talleres Nacionales de Construcciones Aeronáuticas construyeron 31 unidades más bajo licencia, y los que se llamó Corsarios Azcárate O2U-4A. En 1937, compró diez V-99M equipados con el motor Pratt & Whitney R-1340-T1H-1 Wasp de 550 hp, algunos de ellos pudieron haber sido enviados a España.
China compró 42 unidades de la versión de exportación O2U-1 entre 1929-1933, y 21 unidades de la versión de exportación O3U entre 1933-1934, que realizaron extensas acciones de bombardeo. Los O2U-1 participaron en la Guerra de las Planicies Centrales y en el incidente del 28 de enero contra objetivos japoneses, mientras que los O3U participaron primero en la Batalla de Pingxingguan para apoyar a las fuerzas terrestres, y más tarde contra los objetivos japoneses en Shanghái. 
Perú compró en 1924 dos aviones Vought OSU, que fueron designados UO-1A. Más tarde, en 1929, se compraron 12 O2U-1. Empleados primero como entrenadores, entraron en combate contra el APRA en las zonas septentrionales del país, y contra buques y aeronaves colombianas durante la Guerra colombo-peruana. Ninguno se perdió debido al fuego enemigo, pero varios lo hicieron debido a accidentes. Estos aviones también fueron empleados por los Marines para bombardeo ligero y evacuación de heridos durante la intervención en Nicaragua a finales de la década de 1920.
Tailandia empleó sus Corsair V-93S en la Batalla de Ko Chang contra la Armada francesa.
La más famosa "operación militar" de este avión fue derribar a King Kong del Empire State en la película de 1933.
La Vought utilizaría nuevamente el nombre Corsair en el caza Vought F4U Corsair de 1938 y el avión de ataque a tierra LTV A-7 Corsair II de 1963.

## Variantes
O2U-1
Dos prototipos seguidos de 130 aeronaves de serie para la Armada estadounidense con ruedas/flotadores intercambiables como tren de aterrizaje, así como 28 aviones para otros clientes. Estaban propulsados por motores Pratt & Whitney R-1340-88 Wasp de 336 kW (450 hp), y su armamento estaba compuesto por tres ametralladoras de 7,62 mm, una fija de tiro frontal y las otras dos sobre un afuste flexible en la cabina trasera.
O2U-2
Versión con el ala superior con mayor envergadura y varias mejoras alares, timón de dirección agrandado y motor R-1340-B. Se construyeron 37 unidades, para la Armada estadounidense (31) y la Guardia Costera de Estados Unidos (6).
O2U-3
Como la O2U-2, pero con los cables tensores de las alas revisados, timón rediseñado y propulsado por un motor Pratt & Whitney R-1340-C. Se construyeron 110 unidades (30 para exportación).
O2U-4
Similar al O2U-3, pero con cambios en el equipamiento. Se construyeron 43 unidades (1 para exportación, así como 7 O2U civiles).
O3U-1
Básicamente similar al O2U-4, se construyeron 87 unidades que incorporaban flotadores anfibios Grumman.
O3U-2
Versión mejorada que introducía célula reforzada, varias modificaciones en el fuselaje, unidad de cola reformada y un motor Pratt & Whitney R-1690 Hornet. Se construyeron 29 unidades.
O3U-3
Como el O3U-2, pero con un motor Pratt & Whitney R-1340-12 de 410 kW (550 hp). Se construyeron 76 unidades.
O3U-4
Versión similar al O3U-3, pero con motor Pratt & Whitney R-1690-42 Hornet. Se construyeron 65 unidades.
XO3U-5
Avión de pruebas con motor Pratt & Whitney R-1535.
XO3U-6
Avión de pruebas obtenido a partir de un O3U-3, con carenado NACA y cabinas cerradas.
O3U-6
Versión de producción del prototipo XO3U-6, con carenado NACA para el motor y cabinas cerradas. Se construyeron 32 unidades, 16 con motores R-1340-12 y 16 con R-1340-18.
XO4U-1
Versión con motor Pratt & Whitney R-1340D de 500 hp y ala semialta. Accidentado, reconstruido como XO4U-2 en 1932.
XO4U-2
XO4U-1 reconstruido con alas en posición normal y motor R-1535 de 625 hp.
SU-1
Versión de exploración del O3U, basada en el O3U-2. Se construyeron 28 unidades.
SU-2
Versión de exploración del O3U, basada en el O3U-4. Se construyeron 53 unidades.
SU-3
Variante del SU-2 con neumáticos de baja presión. Se construyeron 20 unidades.
XSU-4
Un SU-2 convertido como prototipo de la variante SU-4, propulsado por un motor R-1690-42 de 600 hp. Fue redesignado más tarde como SU-4.
SU-4
Remotorizado con un motor R-1690-2 de 600 hp. Se construyeron 41 unidades.
XO-28
Un solo ejemplar O2U-3 encargado por el Cuerpo Aéreo del Ejército de los Estados Unidos para evaluación, con el número de serie 29-323, el número de proyecto P-547 de Wright Field, y propulsado por un motor R-1340-C de 450 hp. Fue destruido el 18 de marzo de 1930 por un incendio en su hangar de Wright Field, Ohio.
V-65B
Versión de exportación para Brasil. Se construyeron 36 unidades.
V-65C
Versión de exportación para la República de China.
V-65F
Versión de exportación para la Armada de Argentina.
V-66B
Versión de exportación para Brasil.
V-66E
Versión de exportación, uno fue evaluado por la Royal Air Force.
V-66F
Versión de exportación para Brasil (15) y la Armada de Argentina.
V-80F
Versión de exportación para la Armada de Argentina.
V-80P
Versión de exportación para la Fuerza Aérea del Perú.
V-85G
Versión de exportación para Alemania.
V-92C
Versión de exportación para la República de China.
V-93S
Versión de exportación del O3U-6 para Tailandia.
V-99M
Versión de exportación para México.
TNCA Corsario Azcárate
31 aviones O2U-4A construidos bajo licencia en México.
AXV(1)
Un solo O2U-1 suministrado al Servicio Aéreo de la Armada Imperial Japonesa para evaluación en 1929, con motor P&W R-1340-88 Wasp de 450 hp.

## Operadores
Alemania
- Luftwaffe

 Argentina
- Armada Argentina: cuatro O2U-1 adquiridos en 1929, cedidos al Ministerio de Agricultura en 1944. Posteriormente adquirió once V-65F y un V-66F, dados de baja definitivamente en 1949.[9]

 Brasil
- Fuerza Aérea Brasileña

 Cuba
- Fuerza Aérea de Cuba

 Estados Unidos
- Cuerpo Aéreo del Ejército de los Estados Unidos
- Armada de los Estados Unidos
- Cuerpo de Marines de los Estados Unidos
- Guardia Costera de Estados Unidos

 Japón
- Servicio Aéreo del Ejército Imperial Japonés

 México
- Fuerza Aérea Mexicana: 90 aviones fabricados bajo licencia.

 Perú
- Fuerza Aérea del Perú

 Reino Unido
- Real Fuerza Aérea británica: un V-66E para evaluación.

 República de China
- Fuerza Aérea de la República de China

 República Dominicana
- Fuerza Aérea Dominicana

 Tailandia
- Real Fuerza Aérea Tailandesa: 70 aviones operacionales durante la Guerra franco-tailandesa.

## Especificaciones (SU-4 Corsair)
Referencia datos: Paul Eden & Soph Moeng, ed. (2002). "The Complete Encyclopedia of World Aircraft". pp. 1152. ISBN 0-7607-3432-1.

### Características generales
- Tripulación: Dos (piloto y artillero)
- Longitud: 8,4 m (27,5 ft)
- Envergadura: 11 m (36 ft)
- Altura: 3,5 m (11,3 ft)
- Superficie alar: 31,3 m² (337 ft²)
- Peso vacío: 1502 kg (3310,4 lb)
- Peso máximo al despegue: 2161 kg (4762,8 lb)
- Planta motriz: 1× motor radial de 9 cilindros refrigerado por aire Pratt & Whitney R-1690-42 Hornet.
  - Potencia: 447 kW (616 HP; 608 CV)

### Rendimiento
- Velocidad máxima operativa (Vno): 269 km/h (167 MPH; 145 kt) a nivel del  mar
- Alcance: 1094 km (591 nmi; 680 mi)
- Techo de vuelo: 5670 m (18 602 ft)

### Armamento
- Armas de proyectiles: 

  - 3 ametralladoras Browning M1919 de 7,62 mm (calibre .30), una delantera, y dos sobre un afuste flexible en el asiento posterior

## Aeronaves relacionadas

### Secuencias de designación
- Secuencia Numérica (interna de Vought): ← 19 - 22 - 44 - 50 - 65 - 66 - 70 - 80 - 85 - 90 - 92 - 93 - 97 - 99 - 100 (I) - 100 (II) - 131 - 134 - 135 - 136 - 137 - 138 - 139 - 140 →
- Secuencia O_U (Aviones de Observación de la Armada estadounidense, 1922-1962 (Vought, 1922-1962)): UO - O2U - O3U - O4U - O5U
- Secuencia OS_U (Aviones de Observación/Exploración de la Armada estadounidense, 1935-1945 (Vought, 1922-1962)): OSU - OS2U
- Secuencia S_U (Exploradores (Scout) de la Armada estadounidense, 1922-1946 (Vought, 1922–1962)): SU
- Secuencia O-_ (Aviones de Observación del USAAC/USAAF, 1924-1942): ← O-25 - O-26 - O-27 - O-28 - O-29 - O-30 - O-31 →
- Secuencia A__ (Designación corta de Cazas (A) de la Armada Imperial Japonesa): ← AXG - AXH - AXHe - AXV(1) - AXV(2)